# Meister von Heiligenkreuz

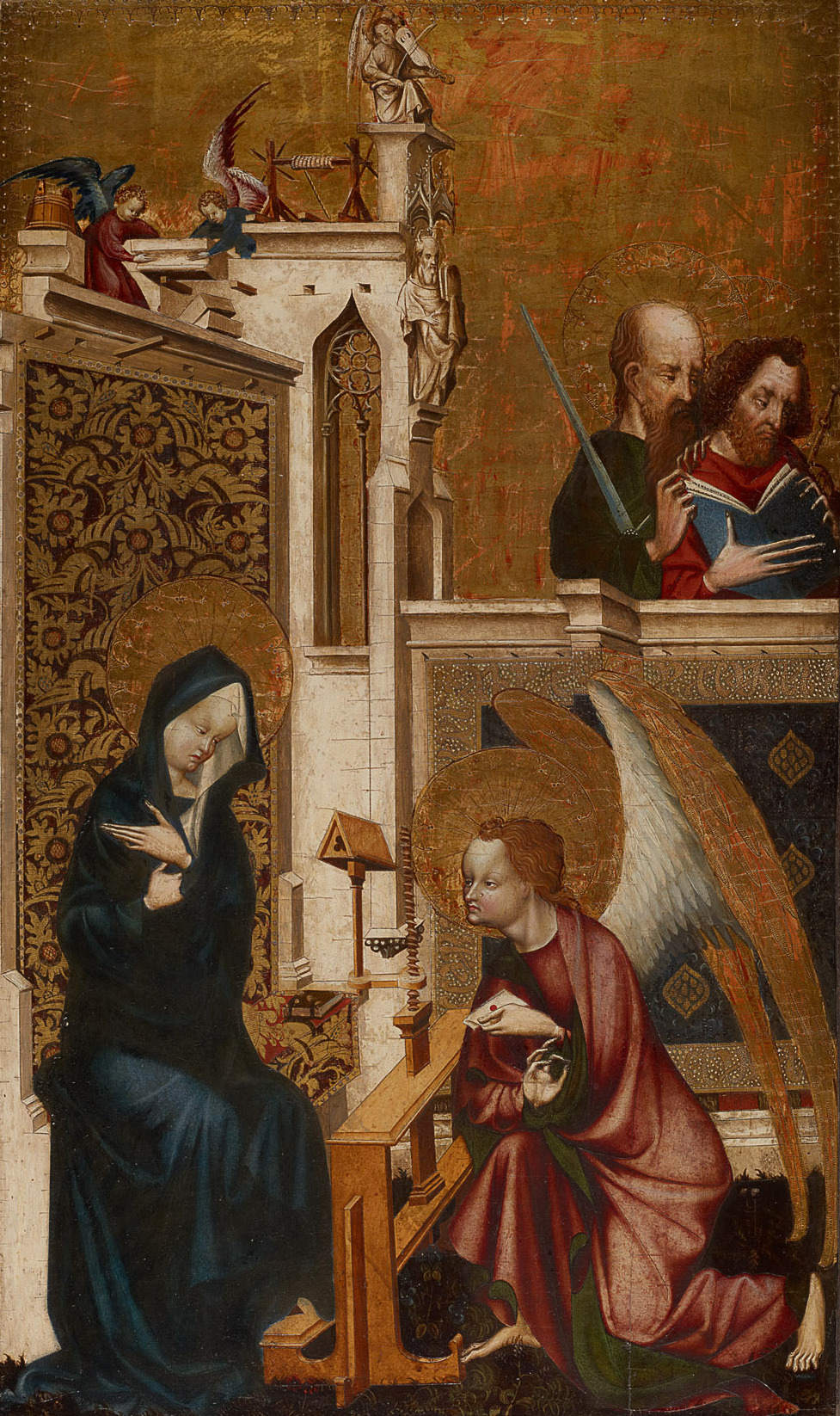
Meister von Heiligenkreuz: Verkündigung Mariens, Tafelbild, um 1410

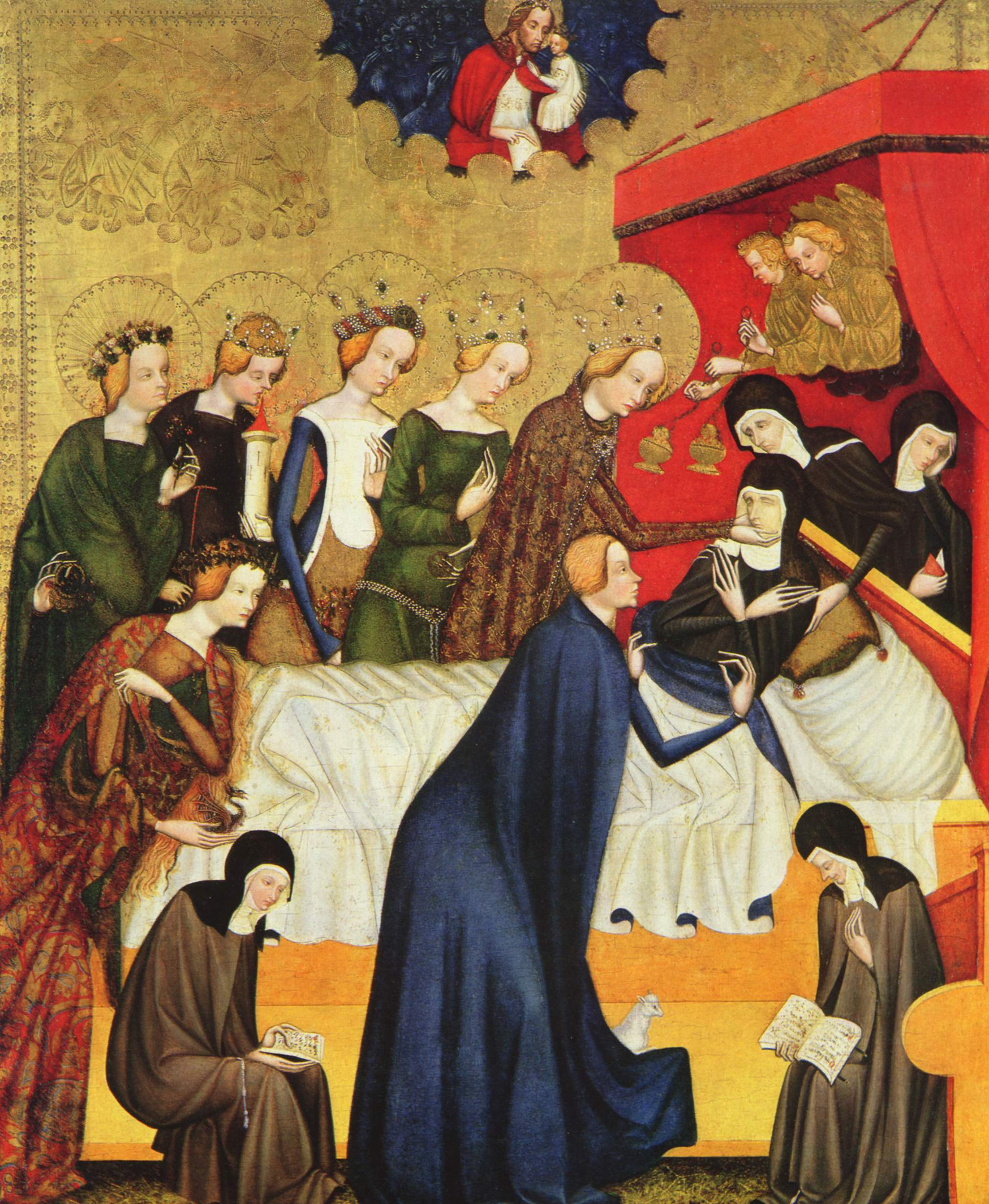
Meister von Heiligenkreuz: Tod der Hl. Klara, Tafelbild, um 1410

Mit Meister von Heiligenkreuz wird ein gotischer Maler und Miniaturist bezeichnet, der zwischen 1395 und 1420 Altarbilder und auch Buchmalereien geschaffen hat. Der namentlich nicht bekannte Künstler erhielt seinen Notnamen nach seinem zuletzt im Stift Heiligenkreuz in Niederösterreich nachweisbaren, zweiteiligen Altarbild, einer Verkündigung Mariens und Mystischen Vermählung der hl. Katharina.
Der Meister von Heiligenkreuz war vermutlich französischer Herkunft. Seine Malweise deutet auf die École de Paris und französisch-burgundische Buchmalereien. Seine in Österreich gefundenen Bilder sind aber wohl sicher auch dort in einem höfischen Umfeld entstanden, da ihr Stil und die Arbeitsweise andere zeitgleiche Künstler dort beeinflussen konnte. Daher wird manchmal vermutet, dass der Meister aus Österreich selbst stammen könnte.
Das Werk des Meisters von Heiligenkreuz zeigt, dass zu seiner Zeit Künstler aus wirtschaftlichen Gründen und aus Interesse an neuen Ideen und künstlerischen Errungenschaften oft als reisende Hofmaler in Europa unterwegs waren und so eine Kunstentwicklung „ohne Grenzen“ stattfand.

## Werke (Auswahl)

### Altarbilder
- Verkündigung Mariens und Mystische Vermählung der hl. Katharina, Diptychon aus Heiligenkreuz, um 1410, Wien, Kunsthistorisches Museum
- Tod der Hl. Klara, Teil eines Diptychon, um 1410, Washington, National Gallery of Art
- Mystische Vermählung der hl. Katharina, um 1415/1420, Wien, Belvedere